# Спрут 9: Договор
«Спрут 9: Договор» (итал. La piovra 9 - Il patto) — девятый итальянский мини-сериал телеэпопеи «Спрут» о борьбе с мафией. Сериал продолжает и заканчивает сюжетную линию восьмого сериала. Действие происходит на Сицилии в начале 1960-х.

## Сюжет
На Сицилию приезжает французский химик Дидье Мартен с целью наладить для мафии производство наркотиков. Адвокат Торризи, избранный кланами главой мафии после смерти Пьетро Фавиньяны, делает большую ставку на наркобизнес. Мафия собирает огромные деньги, чтобы вложить их в наркотики. Эти деньги отдаются в распоряжение банка барона Франческо Альтамуры, который к этому времени уже сильно погряз в делах мафии. Лабораторию Мартена размещают в пригороде, в давильне винограда, принадлежащей Тури Монделло. Тури, мафиозо, некогда помогавший Фавиньяне, теперь, по рекомендации Торризи, работает водителем у барона Альтамуры, он следит за бароном и его семьей и передает сведения о них мафии.
Отношения Барбары Альтамуры с мужем так и не смогли восстановиться. Она доходит до нервного срыва, и муж помещает ее в психиатрическую клинику на длительное лечение. Вернувшись, она видит, что в ее доме хозяйничает кузина барона, Августа, с которой у барона завязался роман. Августа даже занимается воспитанием сына Барбары, Пола, от которого скрывали письма матери во время ее лечения и говорили ему, что мать уехала, потому что больше не любит его. Барбара обнаруживает, что она и Пол стали пленниками в доме барона.
В это время вслед за Мартеном в город возвращается капитан Аркути. Ему предложил вернуться полковник Валенте, выслеживающий Мартена и заинтересовавшийся новым наркобизнесом мафии. Вернувшись, Аркути видится с Барбарой, и их чувства вспыхивают с новой силой. Зная о несчастном положении Барбары, полковник Валенте предлагает ей выкрасть записную книжку ее мужа с бухгалтерией мафии, тогда ее муж отправится в тюрьму, а Барбара и Пол, наконец, станут свободны. Барбара колеблется, но вскоре соглашается. Она делает вид, что хочет помириться с мужем, а сама ищет способ забрать из сейфа его записную книжку.
Мартен, известный ловелас, после визита в дом барона положил глаз на Барбару. Проследив за ней, он случайно обнаружил, что она тайно встречается с полицейскими. В возникшей потасовке Аркути смертельно ранит Мартена. Умирающий Мартен, в ответ на предложение полковника Валенте облегчить душу перед смертью, открывает местонахождение нарколаборатории. Валенте отправляется за ордером на обыск виноградной давильни Тури, но прокурор оказывается связан с мафией, он затягивает выдачу ордера и дает возможность преступникам перепрятать наркотики.
В это время барон Альтамура застает жену за кражей своей записной книжки. Он опаивает ее наркотиками, кладет в машину, и вместе с Августой едет из города, чтобы убить Барбару и избавиться от ее тела. Однако оказывается, что в Барбару тайно влюбился Тури, и он не может допустить ее смерти. Он догоняет машину барона, убивает барона вместе с Августой и сжигает машину с их телами, надеясь, что труп Августы примут за тело Барбары. Саму Барбару он похищает и прячет в глубокой пещере в горах.
Убийство барона вызывает в городе большое возмущение. Друг барона, политик Калоджеро Чинизи, начинает против мафии большую кампанию. Полиция и карабинеры ведут расследование. В ходе расследования Аркути открыто обвиняет Торризи в причастности к мафии. Главы мафиозных семей оказываются очень встревожены, по предложению Торризи они планируют убить Тури и свалить убийство барона на него, таким образом успокоив общественность. Однако Тури избегает покушения и, узнав о предательстве со стороны мафии, прячет от мафии наркотики, произведённые в лаборатории в его давильне. Это приводит Торризи в бешенство. По приказу Торризи похищают сестру Тури и убивают её мужа, но наркотики по-прежнему остаются у Монделло. За их возврат Тури требует «искупительной свадьбы», он хочет, чтобы брат Торризи взял в жены обесчещенную сестру Тури. Это якобы должно успокоить Тури, что его не убьют после возврата наркотиков, так как он станет частью семьи Торризи. Но на самом деле план Тури был иным. На свадьбе он убивает и Торризи, и его брата, и даже свою сестру, отказавшуюся зарезать жениха в расплату за недавнее убийство мужа. После этого Монделло сам сбывает находившиеся у него наркотики, а деньги возвращает мафии, завоёвывая таким образом у мафии огромный авторитет. Запугав присутствовавшего на свадьбе Чинизи, Монделло также склоняет его к связи с мафией. Чинизи скоро даёт мафии клятву верности и становится одним из мафиози.
При опознании серёг матери, Пол обращает внимание Аркути, что серьги принадлежали не его матери, а Августе. У Пола и Аркути зарождается надежда, что Барбара жива. Получив подсказку от матери Тури, уставшей от убийств и насилия, Аркути ищет в горах тайное убежище похитителя и, в конце концов, находит. Он освобождает Барбару и в жестокой схватке арестовывает Тури Монделло. Аркути делает Барбаре предложение руки и сердца, Барбара соглашается. Но когда заветная записная книжка барона оказывается в руках Аркути, он допускает смертельную ошибку, отнеся её к тому же связанному с мафией прокурору, кто саботировал арест нарколаборатории. Коррумпированный прокурор сообщает мафии о находке Аркути, на следующий день на улице Аркути сбивает автомобиль преступников, и он погибает. В последней сцене племянник прокурора, тоже работник прокуратуры, догадавшийся о грязных связях дяди, обещает на кладбище Барбаре продолжить и довести до конца расследование Аркути.

## В ролях
- Рауль Бова — капитан Карло Аркути
- Аня Клинг — баронесса Барбара Гринберг Альтамура
- Фабрицио Контри — барон Франческо Альтамура
- Лаура Маринони — Августа Альтамура, двоюродная сестра и любовница Франческо
- Маурицио Донадони — полковник Валенте
- Тони Сперандео — Тури Монделло
- Себастьяно Ло Монако — адвокат Торризи
- Франко Кастельяно — Калоджеро Чинизи
- Клаудия Фиорентини — Тереза Монделло
- Джузеппе Дзарбо — Кармине Торризи, брат адвоката Торризи
- Андреа Лорина — Пол Альтамура
- Алессандро Груттадаурия — Нино
- Гия Джело — Мать Нино
- Костантино Карродза — Винченцо, прокурор
- Франсуа Монтагю — Дидье Мартен
- Джованна Рей — Виолетта, любовница Мартенна
- Массимо Беллинцони — Винченцино, племянник прокурора
- Марчелло Арноне — Кармело, человек Тури
- Маурицио Николози — Антонио, человек Тури
- Джачинто Ферро — босс мафии

| Мини-сериал                                    | 1    | 2    | 3    | 4    | 5    | 6    | 7    | 8    | 9    | 10   |
| ---------------------------------------------- | ---- | ---- | ---- | ---- | ---- | ---- | ---- | ---- | ---- | ---- |
| Год выхода                                     | 1984 | 1986 | 1987 | 1989 | 1990 | 1992 | 1995 | 1997 | 1998 | 2001 |
| Серий                                          | 6    | 6    | 7    | 6    | 5    | 6    | 6    | 2    | 2    | 2    |
| Всего минут                                    | 384  | 384  | 430  | 600  | 522  | 600  | 627  | 220  | 220  | 200  |
| режиссёр Дамиано Дамиани                       | +    |      |      |      |      |      |      |      |      |      |
| режиссёр Флорестано Ванчини                    |      | +    |      |      |      |      |      |      |      |      |
| режиссёр Луиджи Перелли                        |      |      | +    | +    | +    | +    | +    |      |      | +    |
| режиссёр Джакомо Баттиато                      |      |      |      |      |      |      |      | +    | +    |      |
| Микеле Плачидо / Коррадо Каттани               | +    | +    | +    | +    |      |      |      |      |      |      |
| Патрисия Милларде / Сильвия Конти              |      |      |      | +    | +    | +    | +    |      |      | +    |
| Витторио Меццоджорно / Давиде Ликата           |      |      |      |      | +    | +    |      |      |      |      |
| Рауль Бова / Джанни Бреда / Карло Аркути       |      |      |      |      |      |      | +    | +    | +    |      |
| Ремо Джироне / Тано Каридди                    |      |      | +    | +    | +    | +    | +    |      |      | +    |
| Брюно Кремер / Антонио Эспиноза                |      |      |      | +    | +    | +    |      |      |      |      |
| Николь Жаме / Эльза (Эльзе) Каттани            | +    | +    |      |      |      |      |      |      |      |      |
| Каридди Нардулли / Паола Каттани               | +    | +    |      |      |      |      |      |      |      |      |
| Франсуа Перье / адвокат Терразини              | +    | +    | +    |      |      |      |      |      |      |      |
| Флоринда Болкан / Ольга Камастра               | +    | +    |      |      |      |      | +    |      |      |      |
| Ренато Мори / Джузеппе Альтеро / дон Альбанезе | +    | +    |      |      |      |      |      |      | +    |      |
| Ана Торрент / Мария Каридди                    |      |      |      |      | +    | +    |      |      |      |      |